# Lincoln City (Oregon)
Lincoln City je město v okrese Lincoln County v americkém státě Oregon. Podle sčítání obyvatel z roku 2013 má 8040 obyvatel.

## Geografie

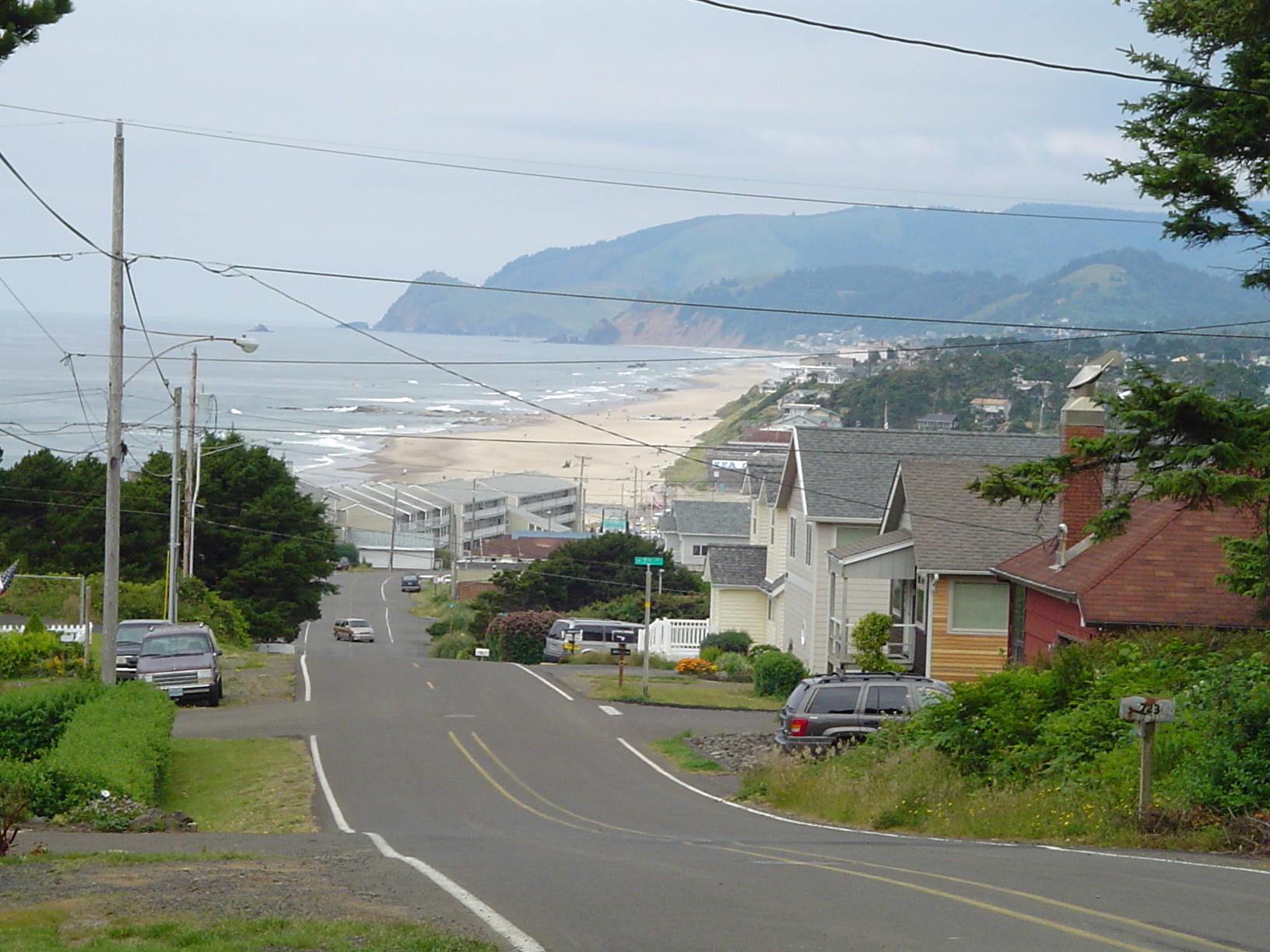
Lincoln City

Lincoln City se nachází v západním Oregonu na pobřeží Tichého oceánu. Pne se podél americké silnice 101, známé pobřežní spojnice Kanady a Mexika.
Rozloha města činí 13,9 km², v jeho katastru se nachází mj. jezero Devils Lake a nejkratší řeka světa D River.

## Historie
Lincoln City vzniklo 3. března 1965 spojením měst Delake, Oceanlake a Taft a obcí Cutler City a Nelscott. Jméno Lincoln City vzešlo ze soutěže místních školáků.
Dnes je město populární turistickou destinací zejména díky obřímu kasinu Chinook Winds Casino, ale také outletovému obchodnímu centru. Pláž je oblíbeným místem pro pouštění draků, Lincoln City bývá označováno jako hlavní město draků.